# Romagny (Manche)
Romagny is een plaats en voormalige gemeente in het Franse departement Manche in de regio Normandië en telt 1064 inwoners (2004). De plaats maakt deel uit van het arrondissement Avranches.

## Geschiedenis
Romagny maakte onderdeel uit van het kanton Mortain tot dat op 22 maart 2015 werd opgeheven en de gemeenten werden opgenomen in het op die dag gevormde kanton Le Mortainais. Op 1 januari 2016 fuseerde de gemeente met Fontenay tot de commune nouvelle Romagny Fontenay, waarvan Romagny de hoofdplaats werd.

## Geografie
De oppervlakte van Romagny bedraagt 29,6 km², de bevolkingsdichtheid is 35,9 inwoners per km².
De onderstaande kaart toont de ligging van Romagny (Manche) met de belangrijkste infrastructuur en aangrenzende gemeenten.

## Demografie
Onderstaande figuur toont het verloop van het inwonertal (bron: INSEE-tellingen).